# Amand von Buseck
Amand von Buseck, al secolo Friedrich Franz Ludwig von Buseck (Eppelborn, 2 febbraio 1685 – Fulda, 4 dicembre 1756), è stato un vescovo cattolico e abate tedesco.
Dal 1737 al 1756 fu principe-abate dell'abbazia di Fulda, e il primo principe-vescovo della diocesi di Fulda.

## Biografia

### I primi anni
Amand von Buseck era il figlio primogenito del conte Philipp Franz Edmund von Buseck e di sua moglie, Maria Antonia Amalia von Fechenbach. Suo fratello Johann Christoph von Buseck fu commendatore dell'Ordine Teutonico a Horneck, mentre suo nipote Christoph Franz von Buseck fu l'ultimo principe-vescovo di Bamberga.
Nel 1695 von Buseck si portò a vivere col prozio Bonifatius von Buseck, prevosto di Johannesberg, a Fulda e qui iniziò i propri studi, proseguendoli poi presso il locale liceo gestito dai gesuiti, dal 1697. Nel 1700 divenne paggio dell'abate Adalbert von Schleifras. Nel 1704 entrò ufficialmente come membro nell'abbazia di Fulda e l'anno successivo fece la propria professione. Venne ordinato sacerdote ad Erfurt nel 1708.

### La carriera ecclesiastica
Nel 1710 von Buseck venne incluso nel capitolo dell'abbazia di Fulda come canonico. Intraprese quindi una serie di viaggi di studio in Olanda, nelle Fiandre, a Parigi, in Lorena ed in Alsazia a partire dal 1715. Si interessò molto all'architettura, all'arte, al giardinaggio ed alla genealogia, disciplina quest'ultima nella quale si dilettò per passione personale eseguendo un corpus di ricerche su alcune famiglie nobili dell'area di Fulda di cui oggi rimane traccia nell'archivio di stato di Marburg. Lasciò anche i disegni di molte lapidi storiche che oggi rappresentano una risorsa di inestimabile valori per i ricercatori genealogisti.
Nel 1724 venne eletto decano e poi prevosto del monastero di Neuenberg. Papa Benedetto XIII lo nominò nel 1728 vescovo titolare di Themiscyra.

### Il primo principe-vescovo a Fulda
Nel 1736 divenne Rettore dell'Università di Fulda, appena fondata dal Collegio dei Gesuiti. Quando l'anno successivo venne eletto quale nuovo principe-abate di Fulda la sua posizione di vescovo già consacrato impose un problema, ancor più quando papa Clemente XII rettificò la sua elezione: egli era infatti un vescovo di una diocesi titolare, chiamato però a ricoprire un incarico abbaziale. Dopo diverse pressioni, nel 1752 l'abbazia di Fulda venne elevata al rango di diocesi, scorporandola da quella secolare da cui dipendeva e con tale atto Amand von Buseck venne de facto nominato primo principe-vescovo nel 1752.
Da abate di Fulda, consolidò il debito dei suoi predecessori promuovendo l'artigianato locale ed aprendo, caso molto raro per un'istituzione ecclesiastica dell'epoca, una fabbrica di ceramiche con prodotti di alta qualità in porcellana, oltre ad una manifattura per la lavorazione della lana e una tessitura per la produzione di damaschi. A Brückenau, decise di costruire le prime terme dell'area sfruttando le fonti di acqua salata presenti nell'area.
Grazie al suo interesse personale per l'architettura e alla sua abilità nel disegno, von Buseck disegnò lui stesso i bozzetti per i più importanti progetti di costruzione della sua epoca nel territorio di Fulda. Una delle sue opere più rilevanti fu l'ampliamento del Castello di Fasanerie, poco più a sud di Fulda, struttura che utilizzò come propria residenza estiva. Numerose furono le chiese parrocchiali costruite durante la sua reggenza della carica, come ad esempio quella dedicata ai santi Pietro e Paolo a Salmünster.
Von Buseck partecipò alla cerimonia di incoronazione dell'imperatrice Maria Amalia d'Asburgo nel 1742, al fianco di Carlo VII del Sacro Romano Impero.
La città di Fulda ha dedicato ad Amand von Buseck una strada nella quale è posta la Scuola di Musica di Fulda.

## Genealogia episcopale
La genealogia episcopale è:
- Vescovo Peter Cornelius Beyweg
- Vescovo Amand von Buseck, O.S.B.